# Vermandovillers
Vermandovillers est une commune française située dans le département de la Somme, en région Hauts-de-France.

## Géographie

### Localisation
Vermandovillers est un village rural picard du Santerre situé à 15 km au sud-ouest de Péronne, 50,7 km d'Amiens et 4 km de Chaulnes, aisément accessible par les autoroutes A1 et A29, ainsi que par l'ancienne route nationale 29 (actuelle RD 1029).

#### Communes limitrophes
| Herleville | Soyécourt et Foucaucourt |                      |
|            | Vermandovillers          | Ablaincourt-Pressoir |
| Lihons     | Chaulnes                 |                      |

### Nature du sol et du sous-sol
Le sol et le sous-sol de la commune sont de formation tertiaire à dominante argileuse. Une couche de marne se situe à plusieurs mètres de profondeur.

### Relief, paysage, végétation
Le relief de la commune est presque uniformément plat excepté deux légères ondulations. Le point culminant de la commune s'élève à 92 m d'altitude.
Un espace boisé dénommé bois à Femmes est situé au nord-ouest de la commune.

### Hydrographie
La commune est située dans le bassin Artois-Picardie. Elle n'est drainée par aucun cours d'eau.

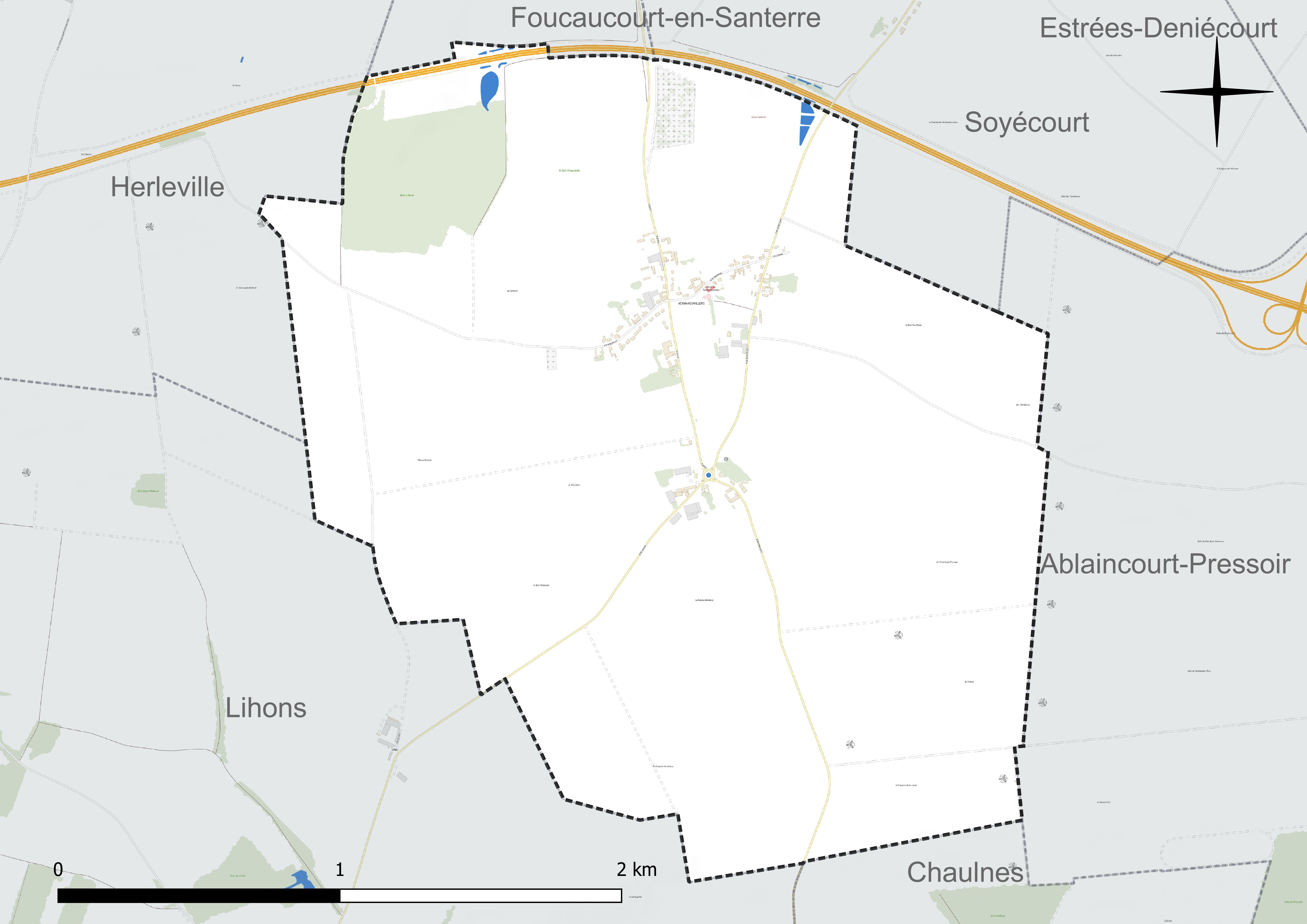
Réseau hydrographique de Vermandovillers.

### Climat
Pour des articles plus généraux, voir Climat des Hauts-de-France et Climat de la Somme.
En 2010, le climat de la commune est de type climat océanique dégradé des plaines du Centre et du Nord, selon une étude du CNRS s'appuyant sur une série de données couvrant la période 1971-2000. En 2020, Météo-France publie une typologie des climats de la France métropolitaine dans laquelle la commune est exposée à un climat océanique et est dans la région climatique Nord-est du bassin Parisien, caractérisée par un ensoleillement médiocre, une pluviométrie moyenne régulièrement répartie au cours de l'année et un hiver froid (3 °C).
Pour la période 1971-2000, la température annuelle moyenne est de 10,1 °C, avec une amplitude thermique annuelle de 14,6 °C. Le cumul annuel moyen de précipitations est de 717 mm, avec 11,2 jours de précipitations en janvier et 8,8 jours en juillet. Pour la période 1991-2020, la température moyenne annuelle observée sur la station météorologique la plus proche, située sur la commune de Rouvroy-en-Santerre à 10 km à vol d'oiseau, est de 10,8 °C et le cumul annuel moyen de précipitations est de 635,8 mm,. Pour l'avenir, les paramètres climatiques de la commune estimés pour 2050 selon différents scénarios d'émission de gaz à effet de serre sont consultables sur un site dédié publié par Météo-France en novembre 2022.

## Urbanisme

### Typologie
Au 1er janvier 2024, Vermandovillers est catégorisée commune rurale à habitat dispersé, selon la nouvelle grille communale de densité à sept niveaux définie par l'Insee en 2022.
Elle est située hors unité urbaine et hors attraction des villes,.

### Occupation des sols
L'occupation des sols de la commune, telle qu'elle ressort de la base de données européenne d'occupation biophysique des sols Corine Land Cover (CLC), est marquée par l'importance des territoires agricoles (95,6 % en 2018), en diminution par rapport à 1990 (100 %). La répartition détaillée en 2018 est la suivante :
terres arables (95,6 %), forêts (4,4 %). L'évolution de l'occupation des sols de la commune et de ses infrastructures peut être observée sur les différentes représentations cartographiques du territoire : la carte de Cassini (XVIIIe siècle), la carte d'état-major (1820-1866) et les cartes ou photos aériennes de l'IGN pour la période actuelle (1950 à aujourd'hui).

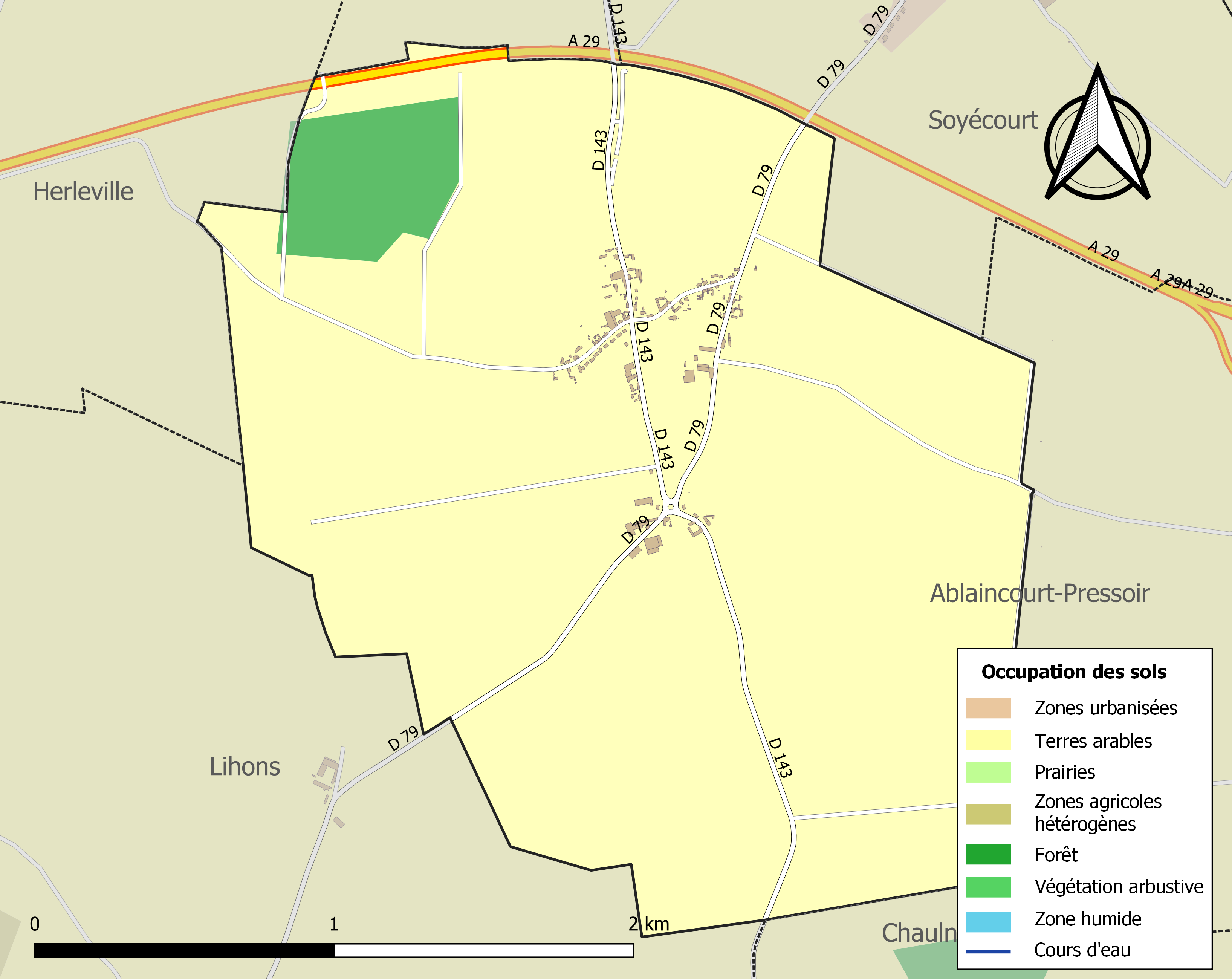
Carte des infrastructures et de l'occupation des sols de la commune en 2018 (CLC).

### Habitat
Le village de Vermandovillers a été totalement détruit pendant la Grande Guerre. Il a été reconstruit dans l'entre-deux-guerres.

### Voies de communication et transports
La localité est desservie par les autocars du réseau inter-urbain Trans'80, Hauts-de-France (ligne no 59, Harbonnières - Péronne).

## Toponymie
On trouve plusieurs formes pour désigner Vermandovillers dans les textes anciens : Vermandois Viler (1108), Viromandum Vilare (1296), Vermandovillers-la-Tombe au XVIIIe siècle. Il signifie village des Viromanduens, le peuple gaulois qui a laissé son nom au Vermandois.

## Histoire

### Antiquité
On a retrouvé à l'est de la commune au lieu-dit Sole des Tombeaux, des tombes et des restes de constructions.
Des traces d'une villa gallo-romaine ont été retrouvées dans la commune.

### Moyen Âge
- Vermandovillers était une paroisse avant 1108, date à laquelle, elle fut confiée aux moines du prieuré de Lihons-en-Santerre[1].
- Au XIVe siècle, le seigneur de Vermandovillers était Colard de Paira[1].

### Époque moderne
En 1559, Nicolas de Witasse était seigneur de Hauteloge et de Vermandovillers.
Vers 1750, la paroisse de Vermandovillers avait un clerc laïc ou maître d'école, un certain Parvillers, qui signait comme témoin sur les actes d'état-civil.

### Époque contemporaine de la Révolution française à 1914
- En 1793, le seigneur de Vermandovillers résidait dans la commune.
- À la fin de la guerre franco-allemande de 1870, pendant l'occupation prussienne de 1870-1871, la population de Vermandovillers dut verser un tribut et subir des réquisitions[1].

### Première Guerre mondiale

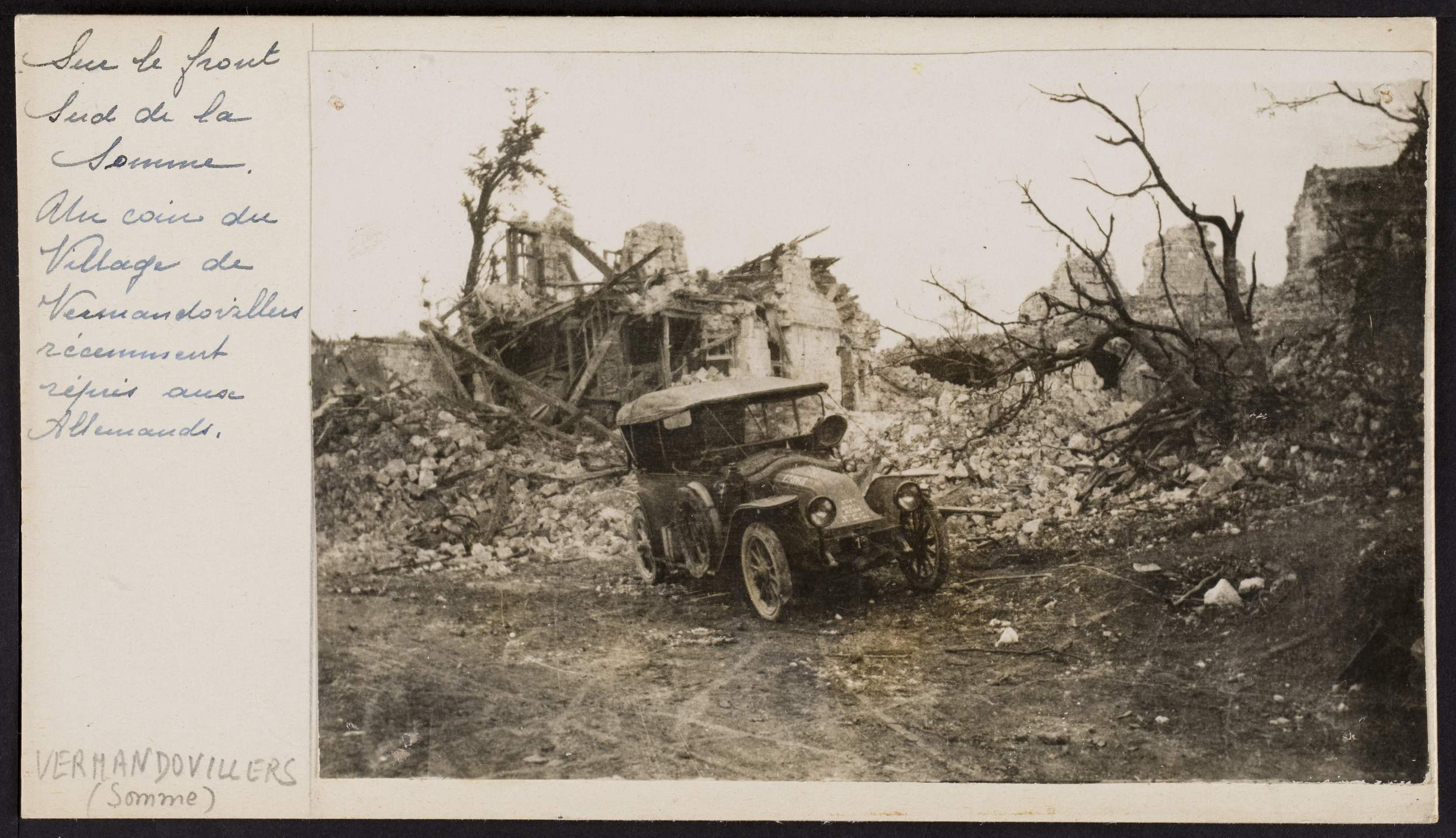
Le village est repris en juillet 1915.

Vermandovillers fut durement touchée par la Première Guerre mondiale :
Une première attaque se produisit le 24 septembre 1914, qui fut en partie stoppée par le 75e RI au Bois Étoilé à l'entrée d'Herleville. Le front fut stabilisé durant deux ans jusqu'au 4 septembre 1916.
Bataille de Vermandovillers (1916)
La bataille de Vermandovillers se déroula en septembre 1916 dans le cadre de la bataille de la Somme. Elle opposa l'armée française à l'armée allemande.
- L'attaque du 4 septembre 1916 de Vermandovillers au départ du Bois Étoilé, fut confiée à la 132e division (35e CA - 10e Armée) vers un point d'appui, abondamment pourvu d'abris bétonnés pour mitrailleuses, organisé par les Allemands, depuis près de deux ans[17]. Le 6 septembre 1916, de nombreuses divisions (13e - 43e - 51e) et le 120e RI participèrent à la bataille dite de Vermandovillers[réf. nécessaire]. Elle prit fin le 9 septembre 1916 faute de combattants[réf. nécessaire].
- Le 158e RI, le 366e RI et le 1er bataillon de chasseurs à pied ont eu une conduite exemplaire et subirent de lourdes pertes[réf. nécessaire].
- Le 86e RI s'embarque en chemin de fer le 24 août. Le 7 septembre, le régiment est alerté, enlevé dans l'après-midi, en camions automobiles. Après un voyage rapide, il est débarqué à proximité de la zone de la bataille à la sortie sud d'Harbonnières, vers 22 heures. C'est la nuit dans une région inconnue. Et cependant, il faut marcher de suite. Deux bataillons vont alors passer la nuit à Vauvillers et à Frameville. Un bataillon se rend directement en réserve à proximité des premières lignes, au bois Étoilé, à 1 km de Vermandovillers où viennent de se dérouler des combats acharnés depuis le 5 septembre[18]. Le régiment doit relever le 8 au soir des éléments épuisés qui viennent de soutenir une lutte sanglante de plusieurs jours.
- C'est ainsi que le 86e entre en ligne au nord-ouest de Vermandovillers avec 2 bataillons en 1re ligne et 1 en réserve. Le terrain récemment conquis, est complètement bouleversé. Le Bois Étoilé ne présente plus qu'une série de troncs sectionnés. Les boyaux et les tranchées sont à moitié remplis d'une boue liquide, la terrible boue de la Somme. Et, presque sans interruption, un violent duel d'artillerie remplit l'air de sons monstrueux, de trajectoires mortelles. Le village ne présente plus que quelques amas de décombres disséminés sur le terrain incessamment défoncé par les obus. Vermandovillers a été attaquée le 5 septembre ; mais énergiquement défendue, elle est restée presque entièrement aux mains de l'ennemi. L'attaque de ce village peut être reprise par les vaillantes troupes de la 49e brigade. À partir du 9 septembre, le 86e se met au travail avec ardeur pour préparer les parallèles d'où il s'élancera au jour et à l'heure fixés. Le travail s'effectue dans des conditions très difficiles, sous des feux d'artillerie et d'infanterie violents. Les pertes augmentent de jour en jour ; le travail continue. Durant les trois jours qui précèdent l'attaque, notre artillerie donne avec toute sa puissance. Les derniers vestiges de Vermandovillers disparaissent dans une poussière blanchâtre, projetés bien haut par nos énormes obus de 240, 340 et 370. Ceux qui ont assisté à cette préparation d'artillerie se souviennent du travail fait sur la tranchée du Chien fortement organisée par l'ennemi. Nos avions tiennent l'air sans arrêt. Les appareils ennemis restent loin à l'intérieur de leur secteur et dès qu'ils semblent s'approcher, ils sont immédiatement pris à partie par les nôtres qui leur interdisent nos lignes.
- Du 4 au 9 septembre 1916, la 86e brigade perdit 1 071 hommes, la 264e brigade, 1 513 et la 108e, 1 580[réf. nécessaire].
- Les Allemands ne réagissent qu'assez faiblement par leur artillerie durant les journées des 15 et 16 septembre. Enfin le jour et l'heure de l'attaque, tenus secrets jusqu'alors, le jour et l'heure H, sont fixés.
- C'est le 17 septembre que le 86e va s'élancer à l'assaut de Vermandovillers. L'attaque principale du régiment sera menée par le 1er bataillon, sous les ordres du commandant Peyre, encadrés, à droite et à gauche par des fractions du 2e bataillon. Le 3e bataillon doit assurer à la grenade, le nettoyage d'importants abris établis dans l'ancien groupe de maisons de la partie nord du village. Mais dès le 17 au matin, l'artillerie ennemie augmente considérablement son activité. De nombreuses mitrailleuses allemandes que notre artillerie n'a pu atteindre, restent intactes et actives, particulièrement dans la région du bois du Cerisier et nous causent des pertes déjà sérieuses. L'ennemi connaît nos projets : il nous attend[19].

Ces chiffres expliquent le fait que reposent  1 261 Français et 22 665 Allemands dans les cimetières situés dans un rayon de 5 km autour de Vermandovillers. Les Britanniques ne sont pas comptabilisés car, bien que tués sur ce sol, ils reposent en majeure partie à Villers-Bretonneux (Somme) dans le cimetière militaire contenant des tombes australiennes et britanniques, à environ 20 km.
Les combats détruisirent totalement le village de Vermandovillers,,.
La commune est décorée de la Croix de guerre 1914-1918 le 27 octobre 1920.

### Seconde Guerre mondiale
Vermandovillers fut également touchée par la Seconde Guerre mondiale pendant la campagne de France de mai-juin 1940 :
- le 17 mai 1940, le village reçut l'ordre d'évacuation. Le général Frère commandant la 7e armée, essaya de regrouper ses troupes autour de Vermandovillers ;
- le  25 mai 1940, le poste de commandement (PC) du 41e régiment d'infanterie était installé à Vermandovillers ;
- le 2 juin, l'ordre de « tenir coûte que coûte » entraîna des travaux de fortification du village : tranchées profondes, barricades, créneaux, le village devint un « hérisson » ;
- 5 juin 1940 : attaque allemande ;
- le 7 juin, l'ordre de repli général derrière l'Avre à 30 km du village fut donné. Le lieutenant-colonel Loichot ne put qu'en ordonner l'exécution. L'armée française quitta Vermandovillers entre 4 h 30 min et 5 h du matin.

Le 1er septembre 1944, Vermandovillers fut libérée par l'armée américaine.

## Politique et administration

### Rattachement administratifs et électoraux
La commune se trouve dans l'arrondissement de Péronne du département de la Somme. Pour l'élection des députés, elle fait partie depuis 1958 de la cinquième circonscription de la Somme.
Elle faisait partie depuis 1793 du canton de Chaulnes. Dans le cadre du redécoupage cantonal de 2014 en France, la commune est intégrée au canton de Ham.

### Intercommunalité
La commune était adhérente de la communauté de communes de Haute-Picardie créée en 1994 sous le nom de communauté de communes de Chaulnes et environs, et qui a pris sa dénomination de communauté de communes de Haute-Picardie en 1999.
Dans le cadre des dispositions de la loi portant nouvelle organisation territoriale de la République du 7 août 2015, qui prévoit que les établissements publics de coopération intercommunale (EPCI) à fiscalité propre doivent avoir un minimum de 15 000 habitants, la préfète de la Somme propose en octobre 2015 un projet de nouveau schéma départemental de coopération intercommunale (SDCI) qui prévoit la réduction de 28 à 16 du nombre des intercommunalités à fiscalité propre du département.
Le projet préfectoral prévoit la « fusion des communautés de communes de Haute Picardie et du Santerre », le nouvel ensemble de 17 954 habitants regroupant 46 communes,,. À la suite de l'avis favorable de la commission départementale de coopération intercommunale en janvier 2016, la préfecture sollicite l'avis formel des conseils municipaux et communautaires concernés en vue de la mise en œuvre de la fusion le 1er janvier 2017.
Cette procédure aboutit à la création au 1er janvier 2017 de la communauté de communes Terre de Picardie, dont la commune est désormais membre.

### Politique locale
Micheline Andrejak, maire élue en mars/avril 2014 annonce mi-mai 2016, sa démission, entraînant une élection municipale partielle en juin pour compléter le conseil et élire le nouveau maire.

### Liste des maires
| Période                                  | Période                   | Identité           | Étiquette | Qualité                                   |
| ---------------------------------------- | ------------------------- | ------------------ | --------- | ----------------------------------------- |
| Les données manquantes sont à compléter. |                           |                    |           |                                           |
|                                          |                           | Joseph Baroux      |           | En fonction en 1933                       |
|                                          |                           | Roger Caussin      |           | En fonction en 1936 et 1945               |
| Les données manquantes sont à compléter. |                           |                    |           |                                           |
| mars 2001                                | 2014                      | Raphaël Poupard    |           |                                           |
| 2014                                     | mai 2016                  | Micheline Andrejak |           | Retraitée de l'agriculture Démissionnaire |
| juin 2016                                | En cours (au 4 juin 2020) | Christian Beaufils |           | Réélu pour le mandat 2020-2026,.          |

## Démographie
L'évolution du nombre d'habitants est connue à travers les recensements de la population effectués dans la commune depuis 1793. Pour les communes de moins de 10 000 habitants, une enquête de recensement portant sur toute la population est réalisée tous les cinq ans, les populations de référence des années intermédiaires étant quant à elles estimées par interpolation ou extrapolation. Pour la commune, le premier recensement exhaustif entrant dans le cadre du nouveau dispositif a été réalisé en 2007.

En 2022, la commune comptait 150 habitants, en évolution de +1,35 % par rapport à 2016 (Somme : −1,26 %, France hors Mayotte : +2,11 %).
| 1793 | 1800 | 1806 | 1821 | 1831 | 1836 | 1841 | 1846 | 1851 |
| ---- | ---- | ---- | ---- | ---- | ---- | ---- | ---- | ---- |
| 314  | 311  | 420  | 342  | 309  | 297  | 287  | 287  | 281  |

| 1856 | 1861 | 1866 | 1872 | 1876 | 1881 | 1886 | 1891 | 1896 |
| ---- | ---- | ---- | ---- | ---- | ---- | ---- | ---- | ---- |
| 273  | 252  | 225  | 231  | 222  | 231  | 220  | 226  | 221  |

| 1901 | 1906 | 1911 | 1921 | 1926 | 1931 | 1936 | 1946 | 1954 |
| ---- | ---- | ---- | ---- | ---- | ---- | ---- | ---- | ---- |
| 230  | 206  | 191  | 94   | 159  | 187  | 179  | 160  | 171  |

| 1962 | 1968 | 1975 | 1982 | 1990 | 1999 | 2006 | 2007 | 2012 |
| ---- | ---- | ---- | ---- | ---- | ---- | ---- | ---- | ---- |
| 154  | 155  | 138  | 116  | 116  | 119  | 112  | 111  | 143  |

| 2017 | 2022 | - | - | - | - | - | - | - |
| ---- | ---- | - | - | - | - | - | - | - |
| 150  | 150  | - | - | - | - | - | - | - |

## Culture locale et patrimoine

### Lieux et monuments
- L'église Saint-Martin[45],[20], reconstruite dans l'entre-deux-guerres.

L'église
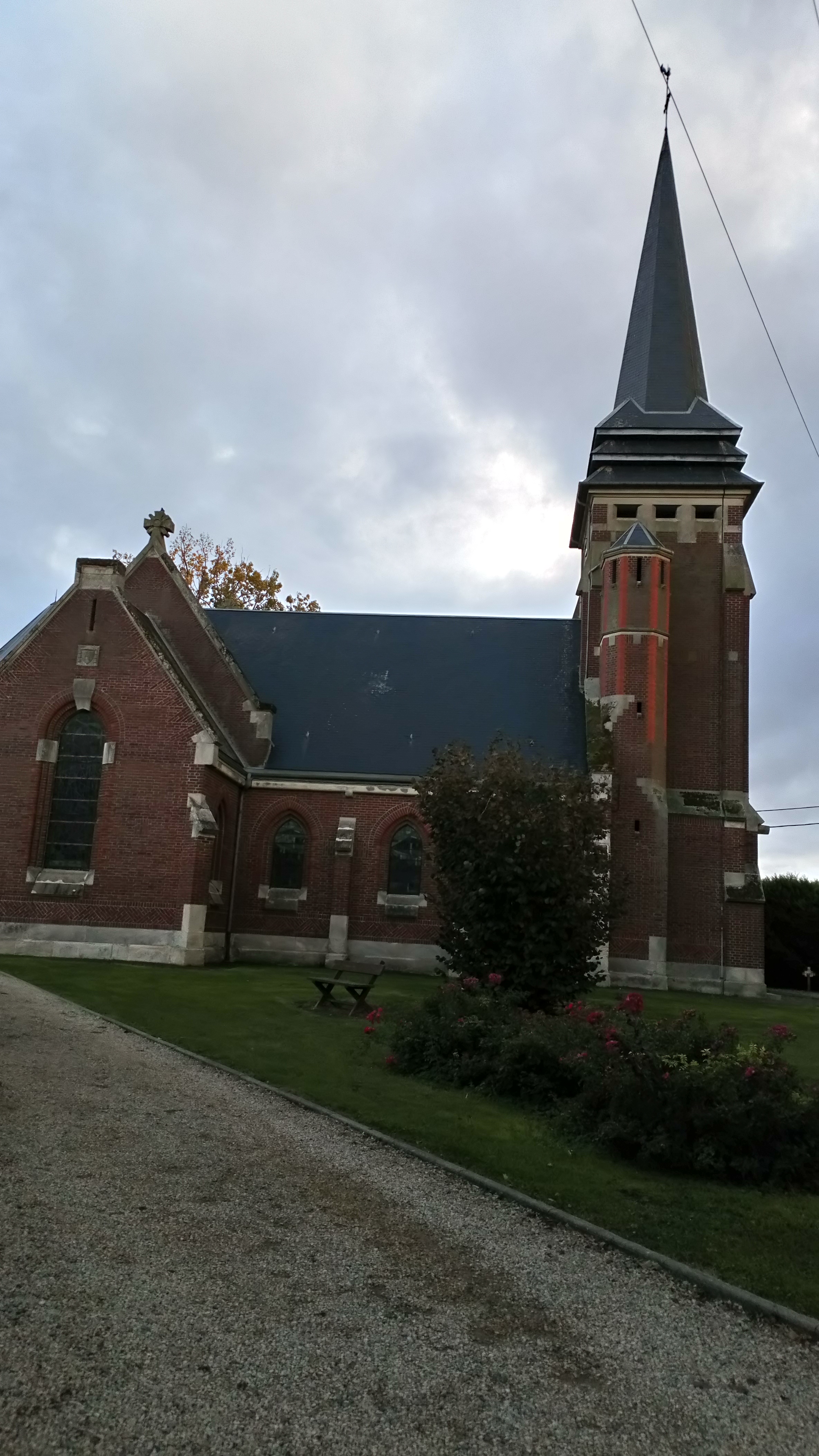
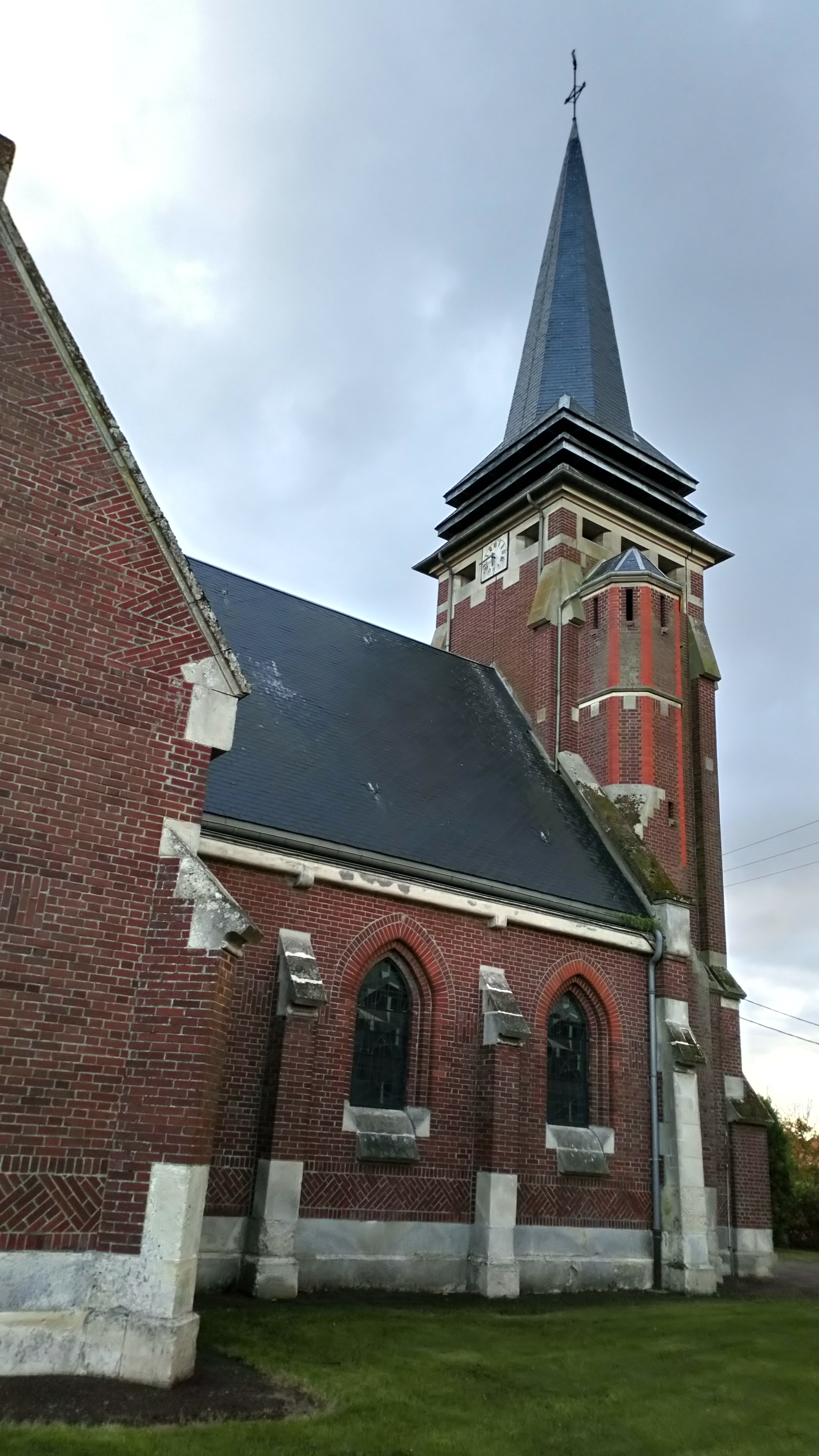
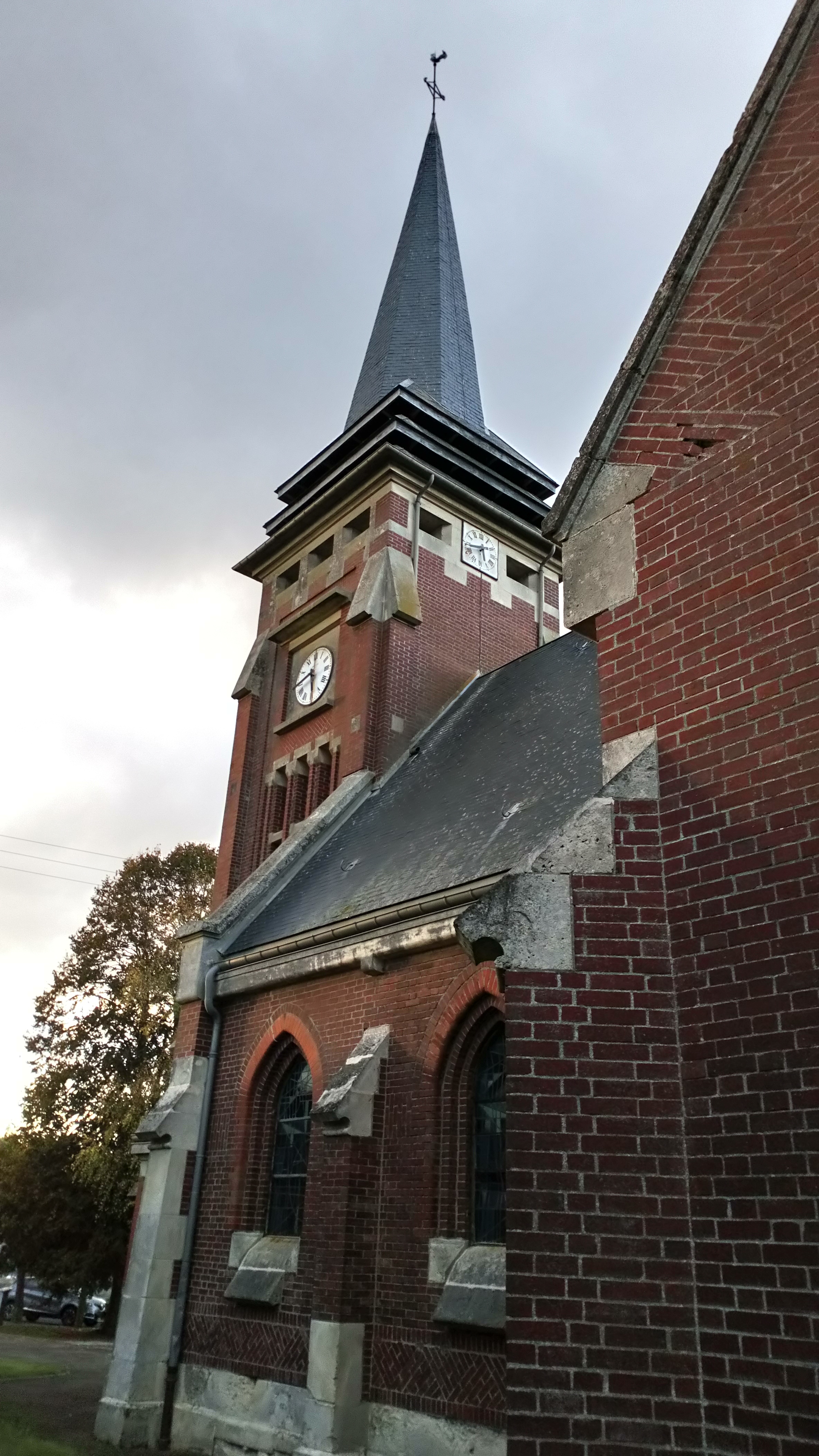
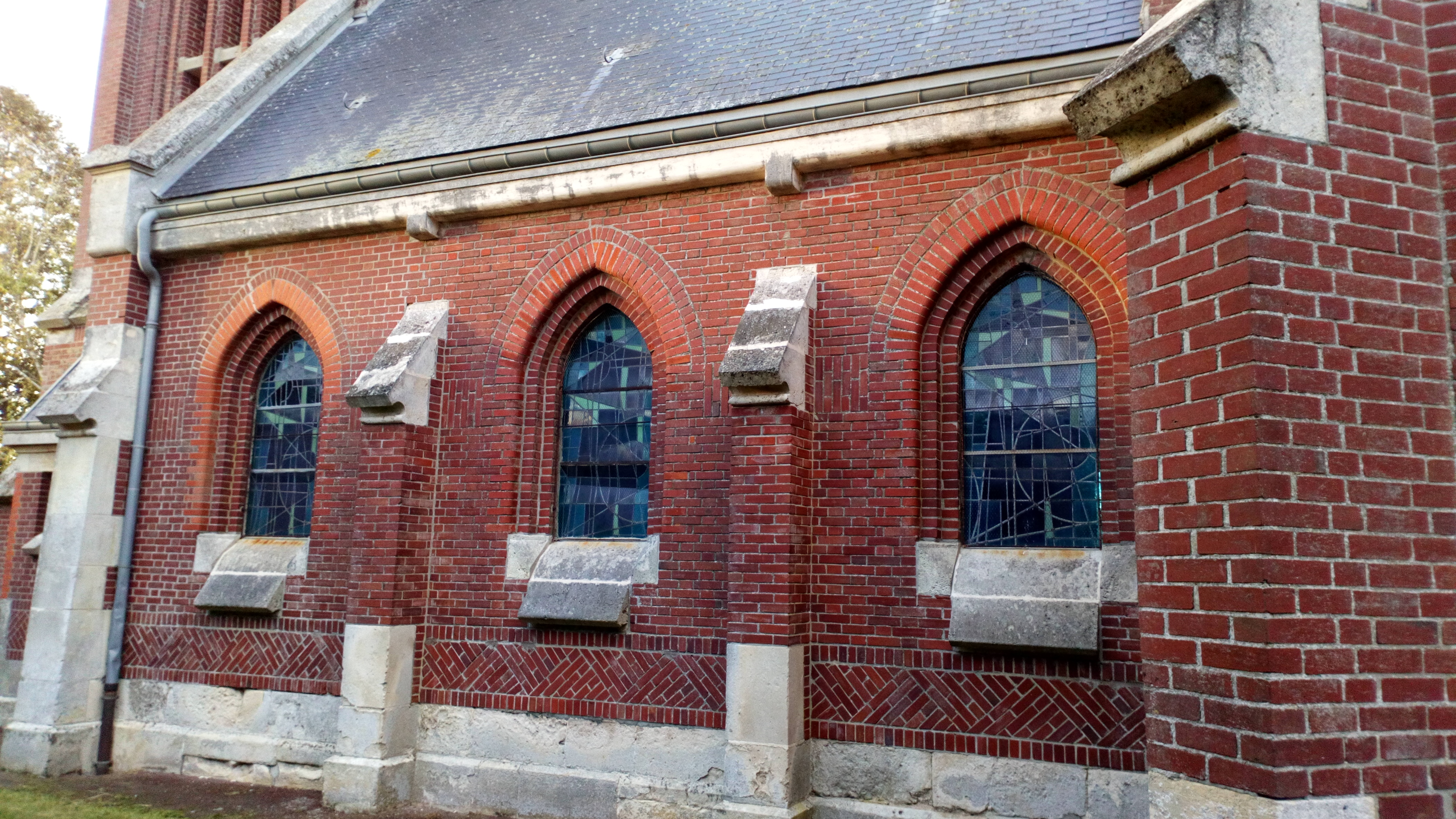

#### Lieux de mémoire de la Grande Guerre
- Stèle au 1er Bataillon de chasseurs à pied et monument au capitaine Delcroix ;
- Cimetière communal : carré militaire français.

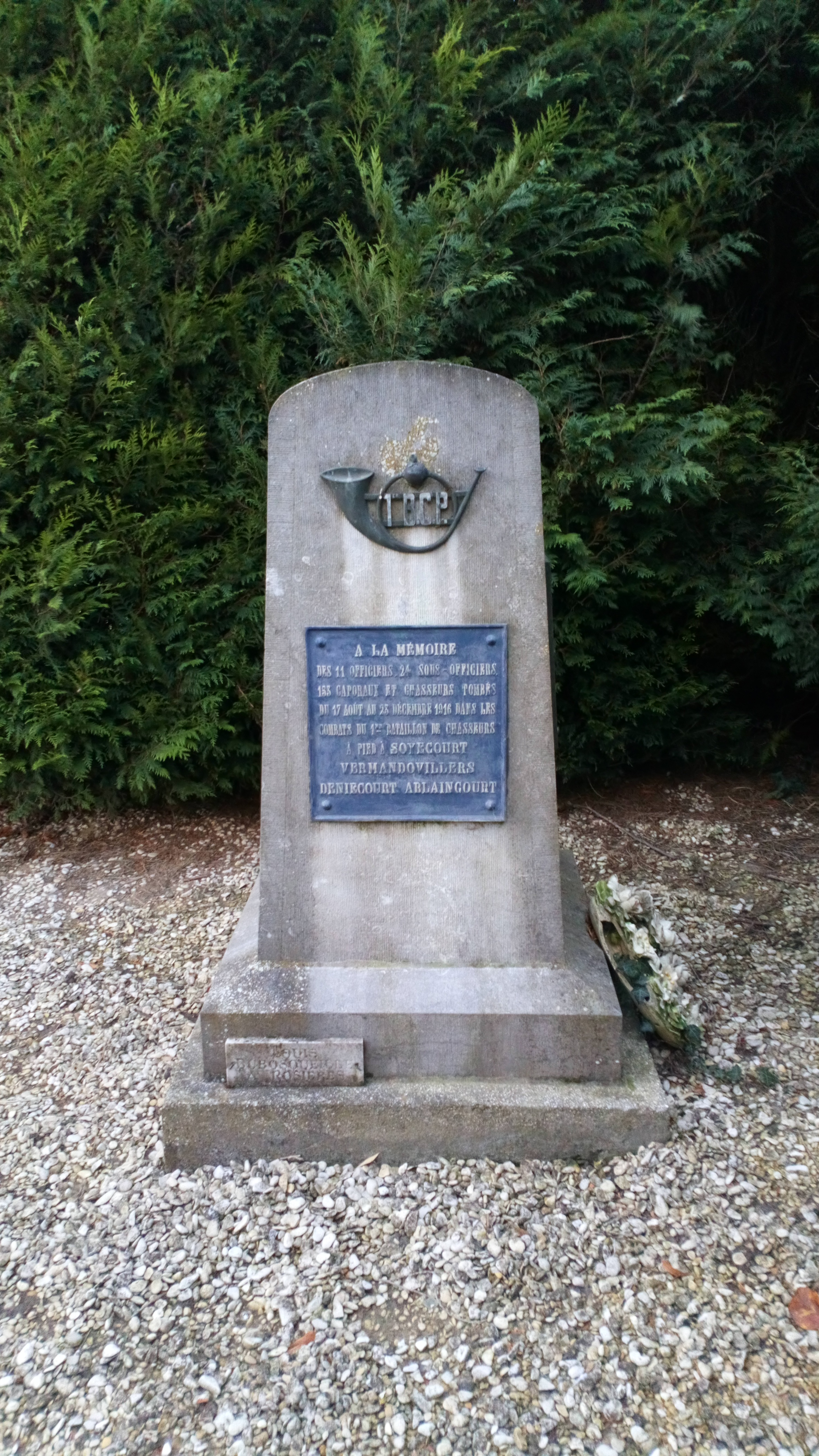
Stèle au 1er BCP.
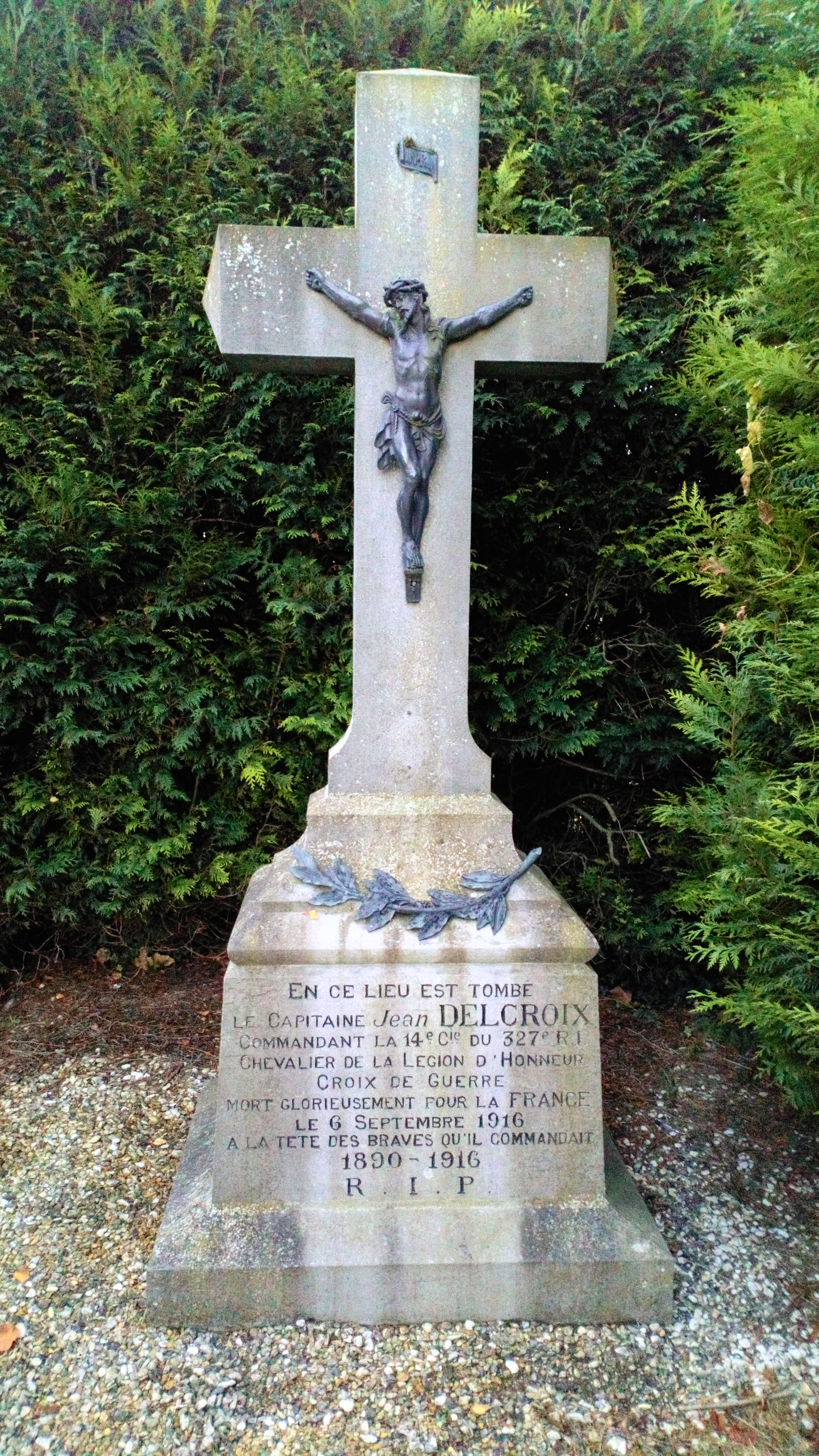
Monument au capitaine Delcroix.

- Cimetière militaire allemand

La nécropole allemande de Vermandovillers est la plus vaste du département. Édifiée par la France en 1920, elle contient 22 632 corps (9 455 tombes individuelles dont 379 non-identifiées et 13 200 corps dans quinze ossuaires).

### Personnalités liées à la commune
- Edme Victor Bertrand, général de brigade de la Grande Armée, né le 21 juillet 1769 à Géraudot (Aube), mort à Vermandovillers, des suites des blessures reçues à la bataille de Leipzig, le 15 janvier 1814.

## Pour approfondir